# Привокзальная площадь (Екатеринбург)
Привокза́льная пло́щадь (предыдущее название: Уральского добровольческого танкового корпуса) — площадь в жилом районе «Вокзальный» Железнодорожного административного района Екатеринбурга. Площадь ограничена: с севера — комплексом зданий железнодорожного вокзала и улицей Вокзальной, с запада и востока — пятиэтажными жилыми домами, с юга — улицей Челюскинцев.

## История
Привокзальная площадь была образована после постройки в 1910 году нового здания железнодорожного вокзала (архитектор К. Т. Бабыкин), площадь стала формироваться к югу от него. В начале XX века вокзал и площадь находились на северной окраине города Екатеринбурга, в том месте, куда выходил Арсеньевский проспект (современная улица Свердлова) и откуда начинался Верхотурский (Богословский) тракт. В 1908 году площадь украсило пятиэтажное кирпичное здание мельницы А. Е. Борчанинова и Е. И. Первушина, выходившее своим фасадом на южную часть площади. Рядом с мельницей была построена контора пермских пароходовладельцев братьев Каменских, сейчас на её месте находится отель (бывшая гостиница «Свердловск»). Между двумя дорогами, ведущими к старом и новому вокзалам в начале XX века находилось всего одно строение — полукаменное здание начальной школы. После 1917 года в этом месте стали появляться деревянные дома железнодорожников.
В советское время площадь несколько раз видоизменялась: в 1939 году был надстроен второй этаж нового железнодорожного вокзала, по фасаду появилась монументальная колоннада. В 1956 году к зданию были добавлены пристрои с арками. В 1961 году вдоль восточной и западной границ площади были построены безликие кирпичные пятиэтажные жилые дома типовых серий, что не только не украсило площадь, но и создало дискомфорт их жителям.
В 1990-х годах между зданиями старого и нового вокзалов возвели ещё одно здание вокзала, выполненное в современных архитектурных формах (архитектор В. Р. Рабинович). В 1997—2001 годах вокзал был реконструирован.

## Памятники и мемориальные доски
В 1962 году на площади был установлен монумент воинам Уральского добровольческого танкового корпуса (скульпторы В. М. Друзин и П. А. Сажин, архитектор Г. И. Белянкин). Памятник выполнен в виде композиции из двух фигур: старого уральского рабочего, олицетворяющего Урал, и молодого Защитника родины-танкиста. Обе фигуры установлены на пьедестале, напоминающем башню танка.

## Транспорт
Привокзальная площадь имеет важное транспортное значение, на ней имеются конечные остановки нескольких троллейбусных и автобусных маршрутов. До 1970-х годов на площади находилось трамвайное кольцо.
В советское время с Привокзальной площади отправлялись экскурсионные автобусы, на которых можно было совершить обозную экскурсию по Свердловску, либо экскурсию в Свердловский зоопарк. В 1980-х годах их стоянка находилась перед центральным входом в здание вокзала.

### Наземный общественный транспорт
- «Ж/д Вокзал»:

Автобус: № 48, 57, 59, 65;
Трамвай: № 3, 7, 12, 21, 23;
Троллейбус: № 26, 27, 31

### Ближайшие станции метро
В 300 м западнее западной границы площади находится станция 1-й линии Екатеринбургского метрополитена  «Уральская».